# Függőón

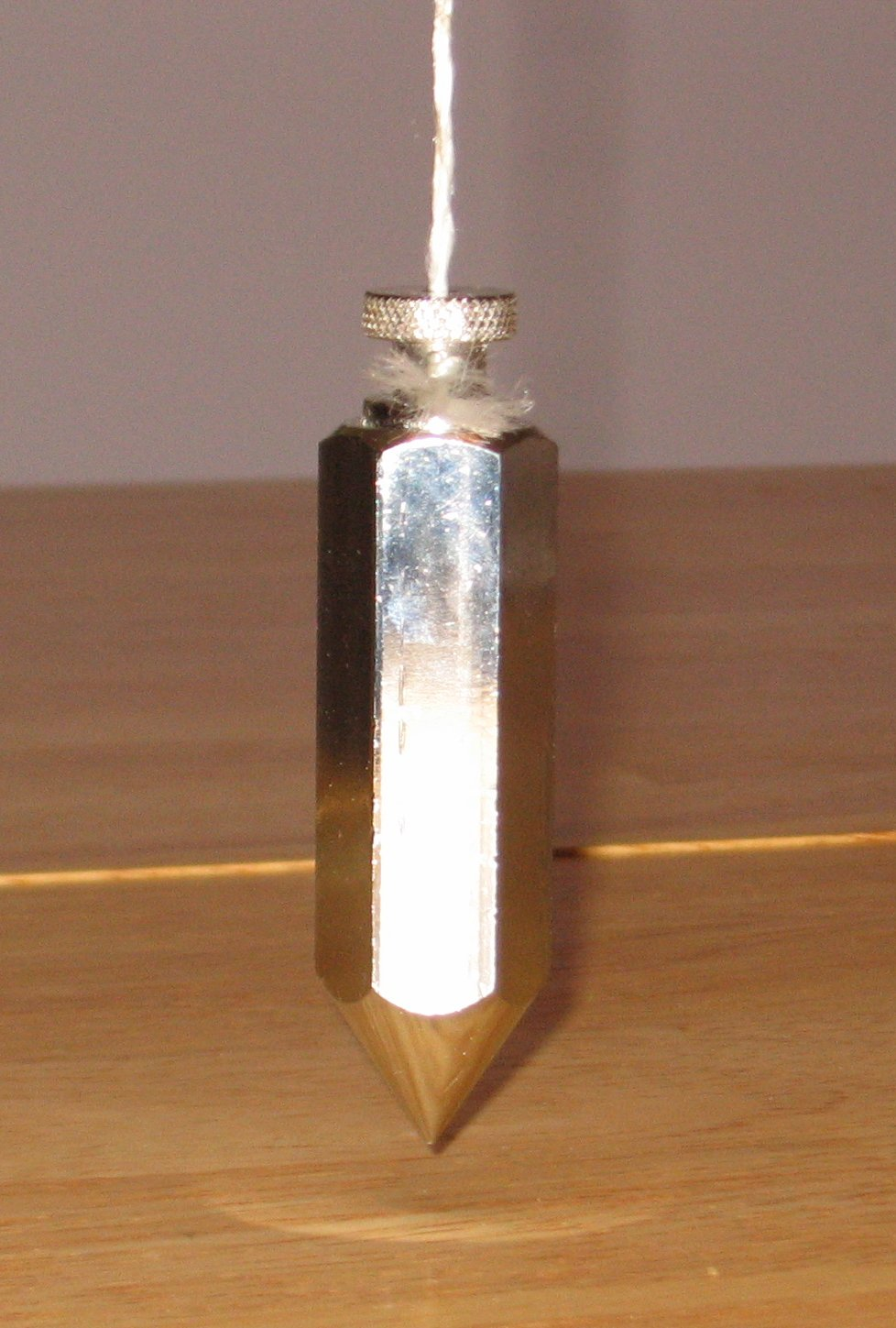
Függőón

A függőón (függőólom, pióm, az Almagestben: kadetoz molubdoz, függesztett ólom), egy fonálra kötött súly, melyet műszerek függőleges központosítására használnak.
Feltétele, hogy a súly elég nehéz legyen, hogy a fonalat kifeszítse és hogy a súly alsó csúcsa benne legyen a fonal által meghatározott függőleges egyenesben. Ha szükség van rá, hogy a függőón ne mozogjon olyan könnyen, valamilyen folyadékba függesztik. Régebben azt hitték, hogy a függőón mindig a Föld középpontja felé mutat, azonban ezt számos híres kísérletben cáfolták meg (pl: Eötvös Loránd). A Föld szabálytalan alakja, egyenetlen tömegelosztása miatt ettől az iránytól eltér, valamint a nagy, föld alatti tömegek maguk felé vonzzák. Az eltérés meghatározható, s ez egyik fontos feladata a földmérésnek, mert ebből a Föld alakjára és a föld alatti tömegeloszlásra következtetni lehet.